# Austrophorocera
Austrophorocera är ett släkte av tvåvingar. Austrophorocera ingår i familjen parasitflugor.

## Dottertaxa tillAustrophorocera, i alfabetisk ordning[1]
- Austrophorocera aequalis
- Austrophorocera alba
- Austrophorocera bancrofti
- Austrophorocera biserialis
- Austrophorocera cocciphila
- Austrophorocera coccyx
- Austrophorocera decedens
- Austrophorocera disparis
- Austrophorocera einaris
- Austrophorocera fasciata
- Austrophorocera gilpiniae
- Austrophorocera grandis
- Austrophorocera heros
- Austrophorocera hirsuta
- Austrophorocera imitator
- Austrophorocera immersa
- Austrophorocera incospicuoides
- Austrophorocera isabeli
- Austrophorocera laetifica
- Austrophorocera longiuscula
- Austrophorocera lucagus
- Austrophorocera macquarti
- Austrophorocera meridionalis
- Austrophorocera minor
- Austrophorocera munda
- Austrophorocera ophirica
- Austrophorocera painei
- Austrophorocera pellecta
- Austrophorocera reclinata
- Austrophorocera rusti
- Austrophorocera solennis
- Austrophorocera sorocula
- Austrophorocera stolida
- Austrophorocera subanajama
- Austrophorocera sulcata
- Austrophorocera summaria
- Austrophorocera tuxedo
- Austrophorocera upoluae
- Austrophorocera virilis